# Daniel Muñoz
Daniel Felipe Muñoz Giraldo (San Rafael, 21 november 1996) is een Colombiaans wielrenner.

## Carrière
In 2018 nam Muñoz deel aan de Ronde van Italië voor beloften. In de vierde etappe werd hij tweede, achter landgenoot Alejandro Osorio. In 2019 werd Muñoz prof bij Androni Giocattoli-Sidermec. Zijn debuut voor die ploeg maakte hij in de Ronde van Táchira, die hij afsloot met een negentiende plek in het klassement. Later dat jaar won hij een etappe en het eindklassement in de Ronde van Bihor, een Roemeense koers die sinds de eerste editie in 2016 enkel door Colombiaanse renners van Androni Giocattoli is gewonnen. Na een achtste plaats in de Ronde van Hongarije, een tweede plaats in de Sibiu Cycling Tour en een negende plaats in de Adriatica Ionica Race sloot Muñoz zijn seizoen af in de Ronde van Lombardije, die hij niet uitreed.

## Palmares

### Overwinningen
2019
2e etappe deel B Ronde van Bihor
Eind- en bergklassement Ronde van Bihor
Bergklassement Sibiu Cycling Tour

### Resultaten in voornaamste wedstrijden
| Jaar | Ronde van Lombardije |
| ---- | -------------------- |
| 2019 | opgave               |
| 2020 |                      |
| 2021 | opgave               |

## Ploegen
- 2016 –  Manzana Postobón Team
- 2018 –  EPM
- 2019 –  Androni Giocattoli-Sidermec
- 2020 –  Androni Giocattoli-Sidermec
- 2021 –  Androni Giocattoli-Sidermec
- 2022 –  Drone Hopper-Androni Giocattoli

Aguirre · Betancur · Bohórquez · Goikoetxea · Higuita · Molano · Muñoz · Osorio · Paredes · Parra · Restrepo · Reyes · Sierra · Suaza · Suesca · Villegas
Arango · Beltrán · Carvajal · Castro · Contreras · Gil · Gómez · Martínez · Montaña · Muñoz · Ochoa · Salas · Suárez · Tejada
Belletti · Benfatto · Bisolti · Busato · Cardona · Cattaneo · Fedrigo · Flórez · Mar. Frapporti · Mat. Frapporti · Gavazzi · Masnada · Montaguti · Muñoz · Pelucchi · Rivera · Rumac · Spreafico · Vendrame · Viel · Bais (stagiair) · Ravanelli (stagiair) · Venchiarutti (stagiair)
Bagioli · Bais · Belletti · Bisolti · Cepeda · Chirico · Flórez · Frapporti · Gabburo · Gavazzi · Muñoz · Pacioni · Pelikán · Pellaud · Ravanelli · Restrepo · Rivera · Rumac · Spreafico · Venchiarutto · Viel
Alba · Bais · Benedetti · Bisolti · Cepeda (tot 31/7) · Chirico · Grosu · Holther · Marchiori · Marengo · Merchan · Muñoz · Piccolo (vanaf 24/6 tot 31/7) · Ponomar · Ravanelli · Restrepo · Rojas · Sepúlveda · Tagliani · Tesfatsion · Umba · Vigo · Zardini · Zurita